# Légion roumaine à Prague
La Legiunea Română din Praga en français : « légion roumaine à Prague » est une unité militaire constituée de soldats et officiers roumains de l'armée austro-hongroise. Ils font allégeance au Conseil central national roumain (ro), comité constitué en octobre 1918 en Transylvanie austro-hongroise, après la sortie du conflit de la Roumanie en décembre 1917.
Ces hommes ont tenté d'organiser une opération militaire en prévision du rattachement de la Transylvanie à la Roumanie à la fin de la Première Guerre mondiale. L'unité se dissout le 2 décembre 1918 à Cluj.